# مجدلا (مغنية)
مجدلا مطربة لبنانية من أشهر فناني العصر الذهبي للفن اللبناني، واسمها الحقيقي نزهة مكرزل.

## أعمالها
بدأت مشوارها الفني في أواخر ستينات القرن العشرين بعد أن اكتشفها الفنان الكبير روميو لحود وقدمها للجمهور سنة 1970 في مهرجانات بعلبك الدولية من خلال المسرحية الغنائية «الفرمان» التي كتبتها الشاعرة والكاتبة اللبنانية ناديا تويني وبرعت فيها مجدلا بصوتها ونالت إعجاب الجمهور.
شاركت في العديد من المقاطع الغنائية من تأليف وتلحين إيلي شويري إلى جانب وديع الصافي وجورجيت صايغ وملحم بركات كما تعاملت خلال الفترة الممتدة من 1970 إلى 1975 مع أكبر وأشهر الملحنين مثل: زكي ناصيف وإلياس وزياد الرحباني.
من آخر أعمالها قبل اعتزالها الفن سنة 1976 بسبب اندلاع الحرب الأهلية اللبنانية مشاركتها في مهرجانات بيت الدين عام 1975 من خلال العمل الغنائي «مدينة الفرح» من تأليف إيلي شويري رفقة الفنانين الكبار وديع الصافي ونصري شمس الدين وجورجيت صايغ.
هاجرت مجدلا برفقة زوجها نبيل خاطر وأبناءهما إلى فرنسا حيث استقرت إلى حد عام 1999 ثم عادت مشتاقة إلى بلدها الأم لبنان، وعادت إلى الساحة الفنية سنة 2008 بفيديو كليب «غنوا القصايد» من كلمات وألحان إيلي شويري بمناسبة العيد الوطني للجيش اللبناني.

## انجازاتها
للمطربة مجدلا العديد من الأغاني التراثية اللبنانية ولها العديد من الفيديوهات بالمشاركة مع فنانين كبار كما لها العديد من التراتيل الكنسيَّة.

## وفاتها
توفيت مجدلا بتاريخ 1 فبراير 2020 بعد صراع مع المرض، ونعتها الإعلامية غابي لطيف عبر "تويتر"، فكتبت: "وداعاً مجدلا وتابعت: "قدرها مختلف ورحيلها كذلك! تألقت لكنها اعتزلت الفن وغادرت لبنان إلى فرنسا لكنها عادت إلى أحضانه! حكاية نجمة لبنانية لا تشبه النجوم". ونعاها كذلك عددٌ من الإعلاميين والناشطين على "تويتر"، حيث نشروا صورها ومقاطع فيديو من أعمالها.